# Дотти, Томмазо
Томмазо Дотти (итал. Tommaso Dotti; род. 11 июля 1993, Милан) — итальянский шорт-трекист, бронзовый призёр чемпионата мира, двукратный бронзовый призёр чемпионата Европы; Участник зимних Олимпийских игр 2014 и 2018 года, бронзовый призёр зимних Олимпийских игр 2022 года. Является служащим государственной полиции.

## Спортивная карьера
Томмазо Дотти родился в Милане, где и начал кататься на коньках в 1998 году, в возрасте 5-лет, потому что его дом находился рядом с ледовым катком. С 1999 года начал специализироваться на шорт-треке в клубе "Agorà Skating Team Milano". В настоящее время тренируется на базе клуба « G.S. Fiamme Oro Moena», Рим. В национальной сборной за его подготовку отвечают канадский специалист Кенан Гуадек и итальянец — Эрманно Иориатти.
На чемпионате Италии среди юниоров 2007 года Дотти впервые выиграл титул абсолютного чемпиона. В январе 2009 года он дебютировал на юниорском чемпионате мира в Шербруке и занял 14-е место в общем зачёте многоборья. Через год на чемпионате мира среди юниоров в Тайбэе поднялся на 13-е место в общем зачёте, а после на командном чемпионате мира в Бормио помог команде занять 4-е место. 
В 2013 году он занял своё лучшее 4-е место на дистанции 500 м на юниорском чемпионате мира в Варшаве и занял 7-е место в общем зачёте. В том же году на чемпионате Европы в Мальмё в эстафете занял 4-е место. На следующий год вновь с командой поднялся на 4-е место в эстафете в Дрездене. На национальном чемпионате среди старших юниоров занял 1-е место в общем зачёте. 
На своих первых зимних Олимпийских играх в Сочи Дотти участвовал на дистанции 1500 м, где занял 27-е место и в мужской эстафете, в которой с товарищами занял 8-е место. Следом на чемпионате мира в Монреале итальянская команда вновь стала 8-й в эстафете. Два сезона подряд 2015/16 и 2016/17 он в составе эстафетной команды поднимался с 4-го по 6-е места на европейских и мировых чемпионатах.
Первую медаль на соревнованиях международного уровня Дотти выиграл на чемпионате Европы в Турине 2017 года. В эстафете среди мужчин итальянская команда с результатом 6:49.850 (+6.417) финишировала третьей, уступив более высокие позиции соперникам из России (6:46.524 (+9.743) — 2-е место) и Нидерландов (6:56.267 — 1-е место).
На зимних Олимпийских играх 2018, вторых в своей карьере, Томмазо Дотти был заявлен для участия в забеге на 1000 и 1500 м. 10 февраля 2018 года в ледовом зале «Кёнпхо» в квалификационном забеге третей группы на 1500 м среди мужчин он финишировал с результатом 2:16.177 и выбыл из дальнейшей борьбы за медали. В итоговом зачёте Дотти занял 25-е место. 13 февраля 2018 года в ледовом зале «Кёнпхо» с результатом 1:25.369 он финишировал третьим в шестой группе квалификационного забега на 1000 м и, таким образом, завершил дальнейшую борьбу за медали. В итоговом зачёте Дотти занял 22-е место. Комментируя свои результаты Томмазо ссылался на то, что пребывал не в лучшей физической форме, что было вызвано общим недомоганием и ознобом.
В марте 2021 года на чемпионате мира в Дордрехте Томмазо вместе с командой выиграл бронзовую медаль в эстафете. 16 февраля 2022 года на зимних Олимпийских играх в Пекине Дотти завоевал бронзовую медаль в эстафете вместе с Юрием Конфортолой, Андреа Кассинелли и Пьетро Сигелем, обогнав в финале квартет Олимпийского комитета России. А победа досталась Канаде, опередившую Южную Корею.
В октябре и ноябре он не смог пройти трёхэтапную квалификацию на дистанции 1500 м в сборную для участия в Олимпийских играх 2022 года.